# Сизиково
Сизиково (каз. Сизиково) — упразднённое село в Бородулихинском районе Восточно-Казахстанской области Казахстана. Входило в состав Новошульбинского сельского округа. Ликвидировано в 2006 году.

## Население
По данным переписи 1999 года в селе постоянное население отсутствовало.